# Emil Thidell
Emil Jonas Mikael Thidell, född 11 februari 1988 i Jönköping, är en svensk entreprenör och programmerare. Han är medgrundare till det börsnoterade bolaget Catena Media.

## Biografi
Emil är född och uppvuxen i Jönköping. Intresset för datorer kom tidigt i livet och redan som 12-åring började han intressera sig av programmering. Under gymnasietiden började han och barndomsvännen Erik Bergman att kombinera sina kunskaper för att starta en konsultfirma som inriktade sig på att sälja paketerade lösningar med hemsidor och webshoppar till mindre lokala företag.
År 2010 flyttade han och Erik till Malta. Här startade de tillsammans ett företag som marknadsförde olika produkter online på provision. I huvudsak online bingo, lån, visitkort och mode. Målet var att bli duktiga på sökmotoroptimering, för att sen applicera detta på marknader som genererade mest provision.

## Catena Media
Det var då Catena Media grundades, duon hade kommit fram till att casino och betting var en marknad som omsatte mest. Catena Media växte fort och börsnoterades under 2016 på Nasdaq First North till en värdering på 1,6 miljarder kronor. 
Emil Thidell flyttade tillbaka till Jönköping år 2017. Men det dröjde fram till 2019 tills han sålde av hela sitt innehav i Catena Media. 